# Četrtna skupnost Dravlje
Četrtna skupnost Dravlje je ožja enota Mestne občine Ljubljana, ki zajema ljubljanske severozahodne četrti in naselja (Dravlje, Stegne, Draveljska gmajna, Zapuže, Podutik, Kamna Gorica, Dolnice, Glince) in eno samostojno naselje (Toško čelo). Meri 1111 ha (11 km2) in ima 15.645 prebivalcev (2020). Meji na četrtne skupnosti Šentvid, Posavje, Šiška, Rožnik ter občine Dobrova-Polhov Gradec in Medvode. 